# Крестовая булочка
Крестовая булочка или булочка с крестом (англ. hot cross bun); во франкоязычной части Канады называется булочка Страстной пятницы (фр. brioche de Vendredi Saint); в Чехии мазанец (чеш. mazanec) — традиционный пасхальный хлеб, употребляемый в Великую пятницу в Англии, странах Британского содружества, Чехии и Германии.
В странах Британского содружества представляет собой изделие из сдобного теста с пряностями (обычно корицей, мускатным орехом и гвоздикой) и изюмом, и с нанесённым сверху изображением белого креста (надрезами на булке, смесью воды и муки, либо с помощью полосок теста).
Обычно появляется в продаже незадолго до Пасхи и исчезает вскоре после пасхальных праздников, однако в последнее время в ряде мест продаётся круглый год. В Австралии получила популярность разновидность булочек с какао-порошком в тесте и кусочками шоколада.

## История
Греки в VI веке нашей эры могли помечать пироги крестом.
Крест на булочке символизирует распятие Христа на кресте, однако есть версия, что данное блюдо происходит от дохристианских ритуальных подношений богам; возможна связь с сакской традицией выпекания булочек с крестом в честь богини Остары, давшей имя празднику Пасхи (англ. Easter).
Специи внутри обозначают травы, используемые для бальзамирования Христа при его погребении, а апельсиновая корочка добавляется, чтобы отразить горечь пребывания на кресте.
Одна из теорий состоит в том, что современная горячая булочка с крестом происходит из Сент-Олбанса в Англии, где в 1361 году монах, брат Томас Родклифф, в аббатстве Сент-Олбанс разработал аналогичный рецепт под названием «Олбанская булочка» и раздал булочку местным беднякам в Страстную пятницу.
В 1592 году, во время правления Елизаветы I в Англии, управляющий лондонскими рынками издал указ, запрещающий продажу горячих булочек с крестом и другого хлеба с пряностями, кроме как на похоронах, в Страстную пятницу или на Рождество. Наказанием за нарушение указа была конфискация всего запрещенного продукта в пользу бедных. В результате этого указа горячие булочки в то время в основном готовили на домашних кухнях. Дальнейшие попытки запретить продажу этих булочек имели место во время правления Якова I в Англии (1603—1625).
Первое точное упоминание о горячих булочках с крестом происходит в лондонской уличной кричалке: «В этом месяце наступает Страстная пятница, старуха бежит. С одной или двумя горячими булочками по пенни», которая появилась в «Poor Robin’s Almanac» за 1733 год. Строка «Один пенни, два пенни, горячие булочки с крестом» появляется в английской детской песенке «Hot Cross Buns», опубликованной в London Chronicle 2-4 июня 1767 года. «Булочки пекли в Лондоне в XVIII веке. Но когда вы начинаете искать записи или рецепты раньше, вы ничего не находите».

## Традиции
С булочками связано несколько суеверий и городских легенд: считается, что булочки, приготовленные в Великую пятницу, не заплесневеют весь год.
Говорят, что горячие булочки с крестом, взятые в морское путешествие, защищают от кораблекрушения. Рекомендуется хранить такую булочку в лечебных целях. Говорят, что кусочек, данный больному, помогает ему выздороветь.
Считается, что если их повесить на кухне, они защищают от пожаров и гарантируют, что любой хлеб получится идеальным. Висящая булочка заменяется каждый год.